# Albæk Sogn (Randers Kommune)
 For alternative betydninger, se Albæk Sogn. (Se også artikler, som begynder med Albæk Sogn)
Albæk Sogn er et sogn i Randers Nordre Provsti (Århus Stift).
I 1800-tallet var Albæk Sogn anneks til Harridslev Sogn. Begge sogne hørte til Støvring Herred i Randers Amt. Albæk Sogn tilhørte Harridslev-Albæk Kommune fra 1842 til 1970. Kommunen blev ved kommunalreformen i 1970 indlemmet i Nørhald Kommune, som ved strukturreformen i 2007 indgik i Randers Kommune.
I Albæk Sogn ligger Albæk Kirke.
I sognet findes følgende autoriserede stednavne:
- Albæk (bebyggelse, ejerlav)
- Galgevang (bebyggelse)
- Hestehave (areal, ejerlav)
- Storelå (areal, vandareal)
- Tustrup Enge (areal, ejerlav)
- Vestrup (bebyggelse, ejerlav)
- Østrup (bebyggelse, ejerlav)
- Østrup Mark (bebyggelse)
- Østrup Skov (areal)